# Krio
Krio je etnikum žijící v Sierra Leone převážně s jamajskými kořeny. Tvoří jej potomci osvobozených otroků z USA primárně dopravených z Jamajky a dalších částí Karibiku, dále potomci skupiny zvané "Černí loajalisté", kteří bojovali za Spojené království v Americké válce o nezávislost, jež byli po porážce přesídleni do kanadského státu Nové Skotsko. Třetí část etnika tvoří potomci osvobozených otroků z lokálních afrických kolonií.

## Historie
Prvních 400 Afroameričanů s úmyslem vybudovat vlastní kolonii se v Sierra Leone vylodilo již v letech 1787-1789, avšak mnoho z nich bylo zavražděno britskou armádou. Masivnější vlny dorazily až v letech 1792-1855, a to právě z oblastí tzv. Britské Ameriky. Osvobození otroci původem z Jamajky se poprvé vylodili roku 1796. Po roce 1808 byly začleněny i masivní počty osvobozených otroků z afrických kolonií.
Mnoho potomků etnika Krio se během občanské války z let 1991 až 2002 vystěhovalo do USA a Spojeného království. Další komunity mají v okolních státech.
Politický systém byl výrazně ovlivněn Spojeným královstvím, což je velmi dobře patrné na struktuře parlamentu.
V současnosti tvoří 5,4% obyvatel Sierra Leone a žijí především v hlavním městě Freetown. Hovoří úředně používanou angličtinou, ale také svým dialektem zvaným Krio. Zmíněný jazyk Krio je směsicí gramatiky afrických jazyků Yoruba a Igbo, ale slovní zásoba je tvořena především angličtinou, dále francouzštinou a španělštinou. V náboženství z 90% vyznávají křesťanství, zbylých 10% jsou muslimové, kteří žijí především na předměstí Freetownu.

## Významné osobnosti
Přehled významných osobností z etnika Krio.

### Politici
- Henry Josiah Lightfoot Boston – Guvernér (hlava státu) Sierra Leone v letech 1962-1967.
- Christopher Okoro Cole – Guvernér (hlava státu) Sierra Leone v roce 1971.
- Valentine Strasser – Hlava státu v letech 1992 až 1996.

- Sir Samuel Lewis – První starosta města Freetown. Roku 1896 byl jako první Krio povýšen na rytíře britského impéria.
- William John Campbell – Starosta města Freetown.
- John Henry Malamah Thomas – Starosta města Freetown v letech 1904-1912.
- Eustace Henry Taylor Cummings – Starosta města Freetown v letech 1948-1954.
- Winstanley Bankole Johnson – Starosta města Freetown v letech 2004-2008.
- Herbert George-Williams – Současný starosta města Freetown. (2008-dosud)

### Umělci a sportovci
- Thomas Decker (*1916 – zemřel 1978) – spisovatel, básník, novinář.
- Syl Cheney-Coker (*1945) – spisovatel, básník, novinář.
- Jeillo Edwards (*1942 – zemřela 2004) – herečka.
- Isaiah Washington (*1963) – herec.
- Idris Elba (*1972) – herec.

- Rodney Strasser (*1990) – fotbalista.